# 人民公敵
人民公敵是統治集團對其反對派的稱呼，这些人一旦被认定为敌人，就可能遭到統治集團的镇压。
20世纪，苏联當局通常將反对派扣上人民公敵這頂帽子，例如约瑟夫·斯大林統治期間，他就將列夫·托洛茨基打成人民公敵。唐納·川普也認為反對他的人是人民公敵。 
十月革命后，费利克斯·捷尔任斯基在一次演讲中提到了人民公敵，有些人認為這是首次有人將反對派打成人民公敵。彼得格勒军事革命委员会隨後公布了人民敌人名单。  在社會主義國家，反對派又會扣上阶级敌人這一帽子，而這一名字與階級鬥爭有關。